# Titularbistum Lystra
Lystra (ital.: Listra) ist ein Titularbistum der römisch-katholischen Kirche.
Es geht zurück auf einen früheren Bischofssitz in der antiken Stadt Lystra, die sich in der kleinasiatischen Landschaft Lykaonien in der heutigen südlichen Türkei befand. Das Bistum gehörte der Kirchenprovinz Iconium an.
| Titularbischöfe von Lystra |                                               |                                                                    |                   |                   |
| Nr.                        | Name                                          | Amt                                                                | von               | bis               |
| 1                          | Timoteo Pérez Vargas OCD                      | emeritierter Bischof von Bagdad (Irak) und Isfahan (Iran)          | 23. Dezember 1639 | 5. April 1651     |
| 2                          | Epifanio de Neapoli OSB                       |                                                                    | 20. Januar 1727   |                   |
| 3                          | Philippe Gemayel                              |                                                                    | 1767              | 1786              |
| 4                          | Gioacchino de Gemmis                          |                                                                    | 29. Januar 1798   | 26. Juni 1818     |
| 5                          | János Benyovszky                              | Weihbischof in Esztergom (Ungarn)                                  | 28. August 1820   | 25. August 1827   |
| 6                          | Eleonoro Aronne                               |                                                                    | 22. Juli 1842     | 21. Dezember 1846 |
| 7                          | Pio Bighi                                     |                                                                    | 4. Oktober 1847   | 23. August 1853   |
| 8                          | Pietro de Villanova Castellacci               |                                                                    | 30. November 1854 | 26. März 1855     |
| 9                          | José Ignacio Checa y Barba                    | Weihbischof in Cuenca (Ecuador)                                    | 12. Juli 1861     | 6. August 1866    |
| 10                         | Concetto Focaccetti                           | Apostolischer Administrator von Acquapendente (Italien)            | 22. Februar 1867  | 24. Juli 1873     |
| 11                         | Domenico Bucchi-Accica                        |                                                                    | 22. Dezember 1873 | 13. Dezember 1880 |
| 12                         | Gonzalo Canilla                               | Apostolischer Vikar von Gibraltar (Gibraltar)                      | 8. März 1881      | 18. Oktober 1898  |
| 13                         | Antonio Ruiz-Cabal y Rodríguez                | emeritierter Bischof von Pamplona (Spanien)                        | 13. Dezember 1899 | 14. November 1908 |
| 14                         | Apollonio Maggio                              |                                                                    | 31. Januar 1910   | 13. Mai 1910      |
| 15                         | Emilio Ferrais Titularerzbischof pro hac vice | Weihbischof in Catania Koadjutorerzbischof von Catania (Italien)   | 11. April 1911    | 7. Dezember 1928  |
| 16                         | Domenico Dell’Aquila                          | Prälat von Altamura e Acquaviva delle Fonti (Italien)              | 27. Juni 1932     | 12. Juli 1942     |
| 17                         | Edward Francis Hoban                          | Koadjutorbischof von Cleveland (USA)                               | 14. November 1942 | 2. November 1945  |
| 18                         | Pietro Villa MCCJ                             | Weihbischof in Porto e Santa Rufina Weihbischof in Ostia (Italien) | 25. März 1946     | 13. November 1960 |
| 19                         | Enrique Angelelli                             | Weihbischof in Córdoba (Argentinien)                               | 12. Dezember 1960 | 3. Juli 1968      |